# Conan (nome)
Conan  è un nome proprio di persona irlandese e bretone maschile.

## Varianti
- Irlandese: Conán[2]

### Varianti in altre lingue
- Gallese: Cynan[3]

## Origine e diffusione
Sull'etimologia di questo nome, a parte il fatto che è di antica origine celtica, c'è disaccordo: alcune fonti lo riconducono al termine celtico kuno ("alto", da cui anche Connor), altre al celtico kwon o al corrispettivo gaelico cú ("lupo", "segugio") combinato con un suffisso diminutivo, quindi "piccolo lupo" o "piccolo segugio".
In Inghilterra giunse insieme ai normanni, che l'avevano ereditato dai bretoni, e riuscì a resistere a sufficienza per generare anche alcuni cognomi, come Conan e Conant. La forma gallese, Cynan, portata da un certo numero di figure storiche semi-leggendarie, continuò ad essere usata anche durante il Medioevo, cadendo in disuso solo nel XV secolo; venne poi ripresa nel XIX.
Una certa notorietà è stata data al nome Conan dalla fama dello scrittore Arthur Conan Doyle nonché, più avanti, dal successo raggiunto negli anni ottanta dalla serie cinematografica di Conan il barbaro.

## Onomastico
Il nome è stato portato da più santi; generalmente, l'onomastico ricorre il 26 gennaio in memoria di san Conan, monaco a Iona, missionario e vescovo di Man e delle Ebridi meridionali. Altri santi così chiamati sono Conan di Assaroe e Conan di Ballinamore, festeggiati rispettivamente l'8 marzo e il 26 aprile.

## Persone

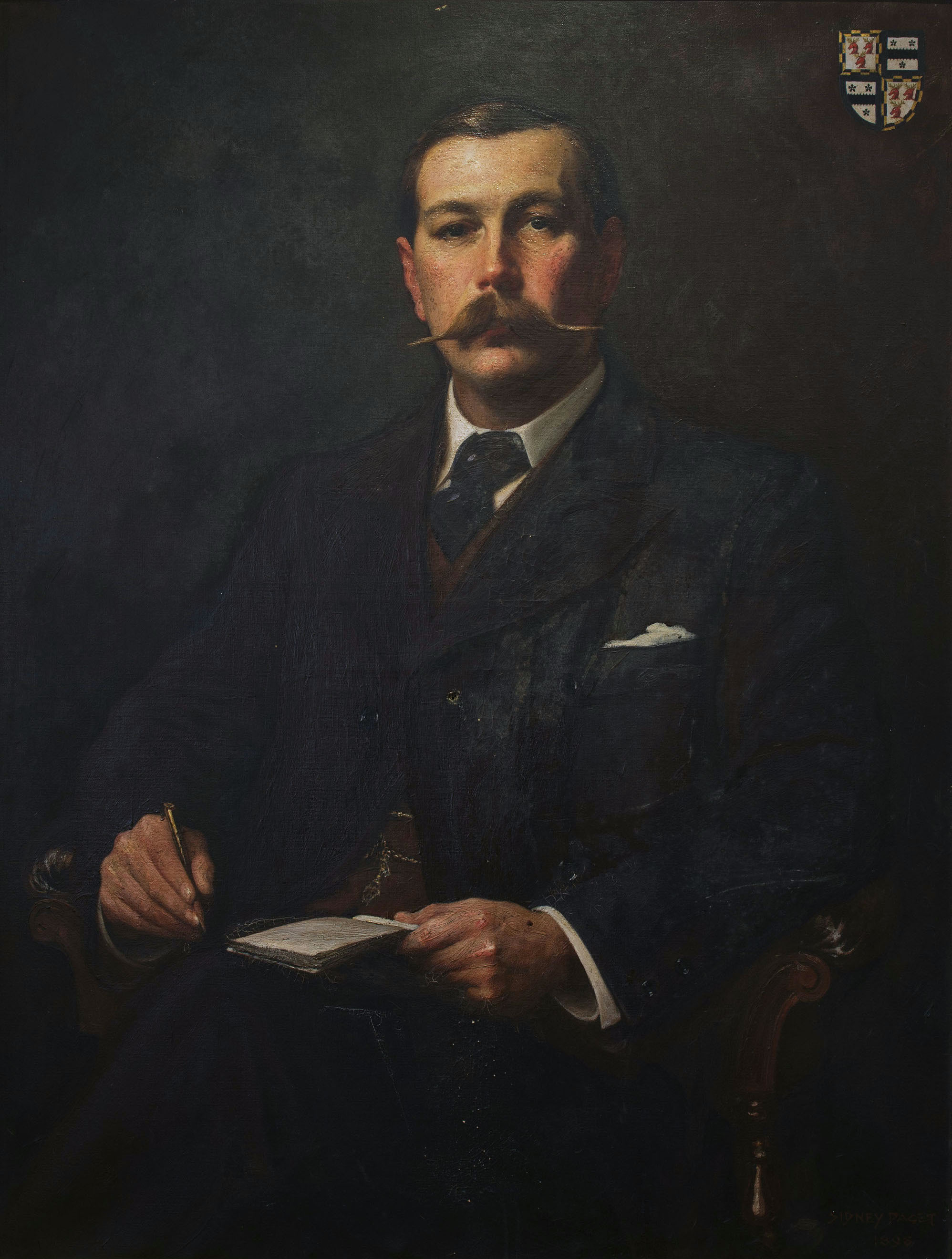
Arthur Conan Doyle

- Conan I di Bretagna, duca di Bretagna
- Conan II di Bretagna, duca di Bretagna
- Conan IV di Bretagna, duca di Bretagna
- Conan di Man, vescovo irlandese
- Conan Meriadoc, re di Dumnonia e Bretagna
- Arthur Conan Doyle, scrittore, medico e poeta scozzese
- Conan Gray, cantante statunitense
- Conan O'Brien, conduttore televisivo e attore statunitense
- Conan Stevens, attore, wrestler e sceneggiatore australiano

### Variante Cynan
- Cynan ap Hywel, re del Gwynedd
- Cynan Dindaethwy ap Rhodri, re del Gwynedd
- Cynan Garwyn, re del Powys

## Il nome nelle arti
- Conan è un personaggio della serie letteraria e cinematografica Conan il barbaro.
- Conan è un personaggio del romanzo di Alexander Key Conan, il ragazzo del futuro, e dell'omonima serie anime da esso tratta.
- Conan Edogawa è un personaggio della serie manga e anime Detective Conan.
- Conan il burbero è un personaggio della serie web Babbala e il ragazzo idiota.